# Ga Lan Mẫu
Ga Lan Mẫu là một nhà ga xe lửa tại thôn Chính Hạ, xã Bắc Lũng, tỉnh Bắc Ninh. Nhà ga là một điểm của đường sắt Kép - Cái Lân và nối với ga Bảo Sơn với ga Cẩm Lý. Ga Lan Mẫu là Ga lớn nhất trên tuyến đường sắt liên vận Kép - Hạ Long.
| Ga trước Bảo Sơn | Đường sắt Việt Nam Đường sắt Kép - Cái Lân | Ga sau Cẩm Lý |